# Siddharta (banda)
Siddharta es una banda de rock alternativo formada en Eslovenia en 1995, e integrada por Tomi Meglič (voz, guitarra), Primož Benko (guitarra), Jani Hace (bajo), Tomaž Okroglič-Rous (teclados y programación) y Boštjan Meglič (batería y percusión). El nombre del grupo procede de la novela homónima del escritor alemán Hermann Hesse. Es junto a Big Foot Mama una de las bandas de rock más populares del país.

## Historia
Siddharta tuvo sus comienzos en el año 1995, cuando contaba con tan solo cuatro miembros: Tomi Meglič, Primož Benko, Primož Majerič y Boštjan Meglič. Intentaban encontrar un estilo propio, que los diferenciara del resto de los grupos de su país. Pronto sus sonidos se convirtieron en algo distintivo y su estilo por momentos oscuro, se hizo conocido por todo el lugar. En sus temas suelen mezclar y cambiar diferentes ritmos creando obras particulares que le confirieron a su música un estilo propio. Tiempo después de su comienzo se les unieron los músicos Cene Resnik (al saxofón) y Tomaž Okroglič Rous (teclado). Sin embargo, en el año 2002, Primož Majerič dejó el grupo y seis años más tarde también lo hizo Cene Resnik. Ya en el año 1998, antes de lanzar su primer disco, tuvieron gran repercusión gracias a su actuación en RTV Slovenija y Studio Tivoli.

### ID (1999)
Desde mayo de 1998 a febrero de 1999, Siddharta grabó su primer álbum en el Estudio Tivoli con la ayuda de Dejan Radičevič y Anderson Kallmark. Fue llamado Id y contaba con diez temas en su primera versión. Vendió más de 13.000 copias, obteniendo el disco de platino. Fue grabado también en inglés para el mercado exterior. En 1999 cambiaron de compañía discográfica. Junto a Multimedia Records relanzaron el primer disco con un tema bonus de autoría propia, Lunanai. Además, grabaron su primer videoclip, Pot v X, que junto con sus más de cincuenta presentaciones en vivo, le dieron al grupo un mayor eco a nivel nacional e internacional.

### Nord (2001)
En el año 2000, Siddharta tuvo la oportunidad de trabajar junto con los productores Peter Penko y Žare Pak. Debido al éxito de su primer álbum, para su segundo disco dispusieron de la mejor tecnología, lo que dio a su nuevo trabajo un estilo más electrónico y oscuro de lo que habían conseguido hasta entonces. Nord fue presentado el 9 de mayo de 2001 con un éxito descomunal. Las ventas fueron enormes y la fama del grupo fue en aumento. Solo en tres semanas se vendieron 5.000 copias y obtuvieron el disco de oro. En tres meses, alcanzaron la cifra de 13.000 copias vendidas. Hasta hoy, Nord lleva vendidas 30.000.

### Rh- (2003)
En el año 2002 comenzaron con los preparativos para su tercer álbum de estudio. Esta vez, contaron con la discográfica Kifkif. El 13 de agosto de 2003 fue lanzado a la venta y en la primera semana fueron vendidas 10 000 copias. En septiembre también fue lanzada una versión en inglés. De esta edición especial, solo se produjeron 1.500 copias las cuales se vendieron en los primeros días de su presentación. 
Siddharta fue la primera banda de rock eslovena que organizó un tour a raíz de su nuevo álbum. Logró reunir en el Estadio de Bežigrad de Liubliana a 30.000 espectadores, algo totalmente inimaginable para una banda eslovena, y contó con la participación de la orquesta Sinfónica de RTV Slovenija, además de setenta bailarines en el concierto. El espectáculo fue todo un éxito. Además de haber sido grabado para la televisión nacional, se realizó un DVD especial del concierto obteniendo positivos resultados. El concierto del Estadio fue catalogado como uno de los grandes eventos de 2003 en Eslovenia.
En septiembre de 2004 se comenzó a mostrar por MTV Europa el videoclip de My Dice, versión en inglés del tema Ring. En el 2005 salió a la venta otra versión inglesa de Rh-, la cual se podía obtener en dos ediciones diferentes: versión normal en inglés y la versión con un bonus en DVD con videoclips, documentales, fotografías y entrevistas. El mismo año Siddharta realizó su primer tour en el exterior, concretamente en Alemania, con gran aceptación de los fanes alemanes como del público en general.

### Petrolea (2006)
Casi tres años después del éxito de Rh-, Siddharta preparó Petrolea. A diferencia de su disco anterior, donde había gran cantidad de acompañamiento sinfónico, en este trataron de volver a sus inicios. Sin embargo, Petrolea no dejó de lado toda la fuerza que ya tenía el grupo sino que la aumentó con una interesante mezcla de sonidos innovadores. 
Ese año fue otra vez nominado para el premio ETV EMA y además obtuvo el premio Viktor como mejor grupo de música del año. En la presentación, Siddharta mostró su trabajo junto al grupo de rock esloveno Dan D, Male roke/Voda. El tema se convirtió en un éxito rotundo y estuvo largo tiempo en los primeros puestos de las radios del año 2007.

### Saga (2009)
En el otoño de 2008 Siddharta comienza a trabajar en su nuevo álbum. Esta vez, permiten a los fanes hacer un seguimiento de sus avances a través de videos y de la página oficial de la banda. Cuando lanzan el primer simple (Vojna Idej) consiguen la producción del conocido Ross Robinson que entre otros, produjo el trabajo de Korn, Slipknot, The Cure y Sepultura. En Los Ángeles graban el resto del material discográfico y antes de volver a su país, lanzan el videoclip de Vojna Idej. 
Saga sale a la luz en noviembre de 2009. Además de los conciertos realizados en Eslovenia, vuelven a recorrer los escenarios alemanes.

## Discografía

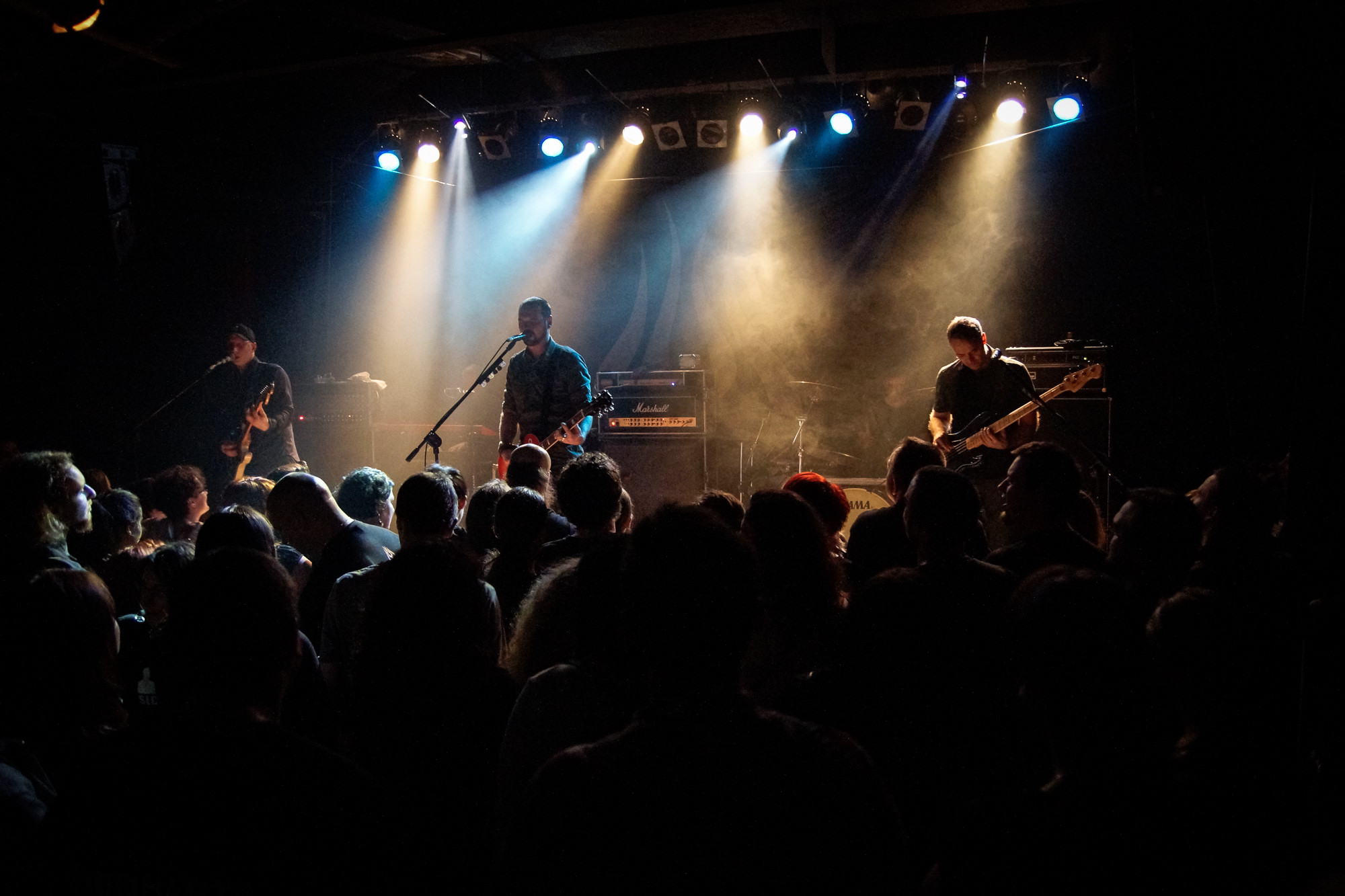
Siddharta actuando en Varsovia en 2014.

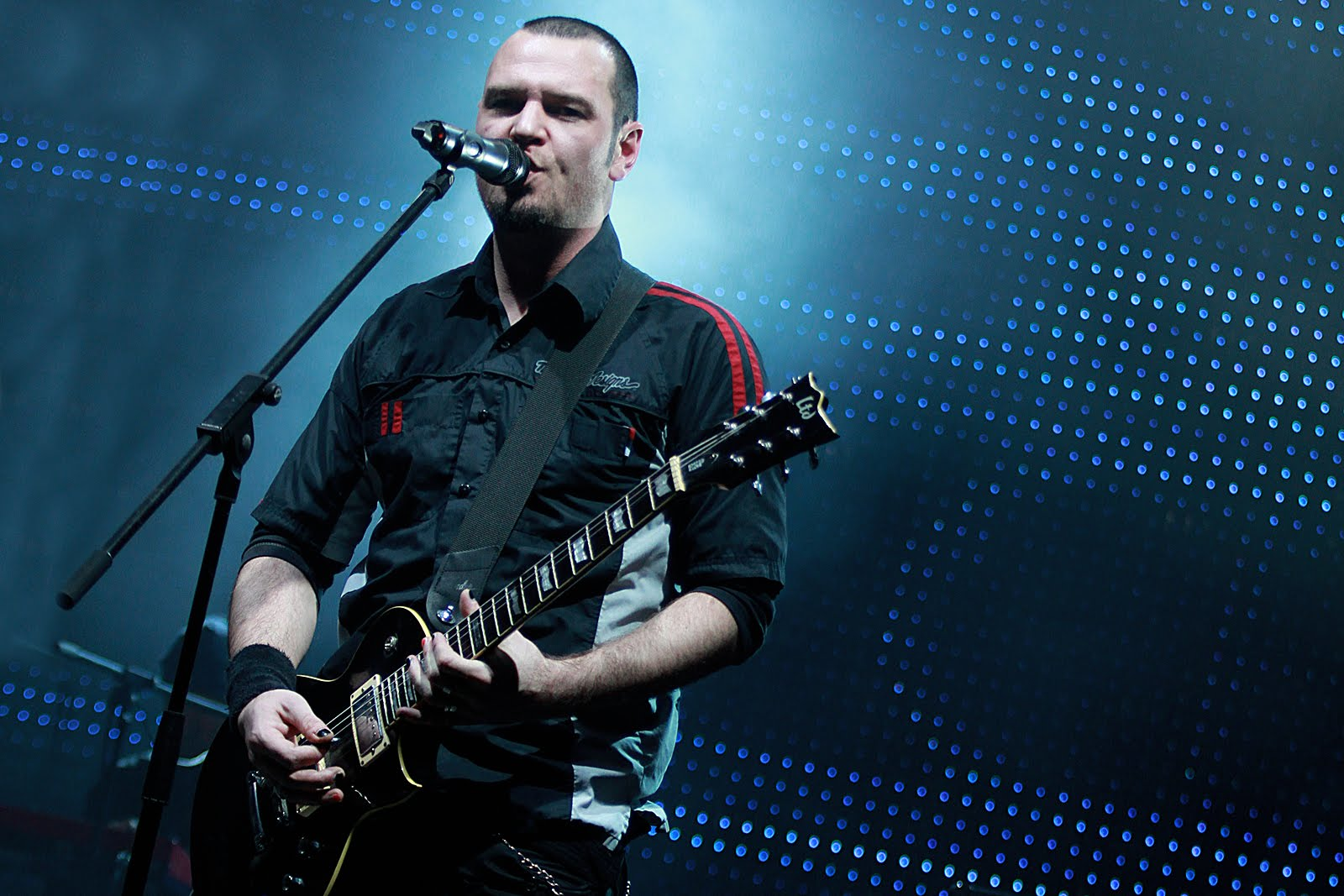
Tomi Meglič, vocalista y guitarrista de la banda, 2011.

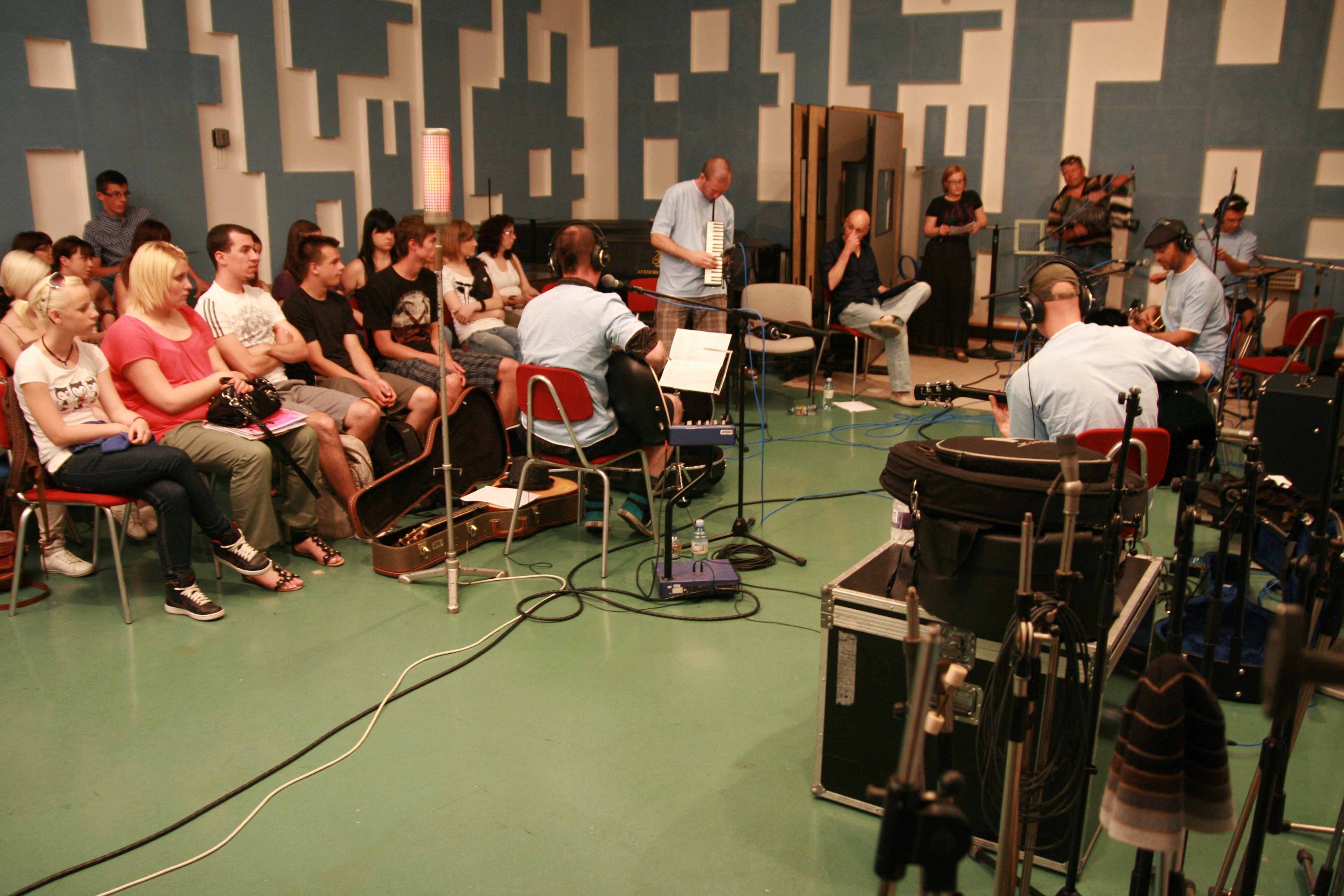
Siddharta en una sesión acústica para la Radio Koper en 2011.

### Álbumes de estudio
- ID (1999), Multimedia Records
- Nord (2001), Multimedia Records
- Rh- (2003), KifKif Records
- Petrolea (2006), KifKif Records
- Saga (2009), Finis Mundi
- VI (2011), Finis Mundi
- Infra (2015), Nika
- Ultra (2015), Nika

### EP
- Lunanai EP (2000)
- Silikon Delta (Remixes) (2002)
- Rh- Bloodbag (Limited Edition) (2003)
- My Dice EP (2005)
- Rave EP (2005)
- Rh- (Special Edition) (2005)
- Rh- (English Edition) (2005)
- Male Roke EP (2007)
- Maraton (Live) (2007)
- Izštekani (Unplugged) (2007)
- Vojna idej EP (2008)
- Napalm 3 EP (2009)
- Baroko EP (2009)
- Angel Diabolo EP (2009)
- VI (English Edition) (2011)

### Videoclips
- Pot v X (ID, 1999)
- Lunanai (ID, 2000)
- B Mashina (Nord, 2001)
- Samo Edini (Nord, 2001)
- Klinik (Nord, 2002)
- Platina 9th RMX (Silikon delta, 2002)
- Rave (Rh-, 2003)
- Napoj (Rh-, 2003)
- T.H.O.R. (Rh-, 2003)
- Ring (Rh-, 2004)
- Plastika (Petrolea, 2006)
- Domine (Petrolea, 2006)
- Male Roke (Petrolea, 2007)
- Autumn Sun (Silikon delta , 2008)
- Vojna Idej (Vojna Idej EP, 2009)
- Naparoko (Baroko EP, 2009)
- Postavi Se Na Mojo Stran (VI, 2011)
- Hollywood (VI, 2012)
- Ledena (Infra, 2015)
- Nastalo bo (Ultra, 2015)
- Strele v maju (Ultra, 2015)

## Premios y nominaciones

### 2000
- Bumerang Award – Mejor entrada
- Zlati Petelin Award – Mejor actuación
- Zlati Petelin Award – Mejor álbum de rock
- Zlati Petelin Award – Mejor álbum

### 2001
- Zlati Petelin Award – Mejor banda

### 2002
- Premio Viktor – Artista del año[3]
- Bumerang Award – Banda del año

### 2003
- Premio Viktor – Videoclip del año
- Golden Drum Award – Diseño de embalaje de la edición limitada del álbum Rh-

### 2004
- Premio Viktor – Artista del año
- Artista de la Semana de MTV

### 2005
- Premio Viktor – Artista del año
- MTV Europe Music Awards – Mejor artista adriático[4]
- Disco de platino por el disco Rh-

### 2006
- Premio Viktor – Mejor acto musical

### 2007
- Premio Viktor – Artista del año
- Disco de oro por el álbum Petrolea
- Disco de platino por el álbum Petrolea

### 2008
- Nominación para los premios Viktor en la categoría de Artista del año 2007